# Otto Pettersson
Otto Pettersson (febrer de 1848, Göteborg, Suècia - 16 de gener de 1941 Göteborg) fou un químic, físic i oceanògraf suec.
Es llicencià a la Universitat d'Uppsala el 1882 i començà la seva recerca estudiant el seleni i el beril·li mentre el seu amic Per Theodor Cleve treballava amb els lantanoides. Tanmateix aviat canvià la química inorgànica per la química física, que s'havia posat de moda en aquell moment, i publicà un llarg article a revista Nature de títol A New Principle of Measuring Heat el 1884. Els fenòmens calorífics en general, les calors específiques, les cèl·lules latents i les temperatures de cristal·lització, el portaren cap a l'oceanografia a través de les condicions de temperatura i gel de la mar Bàltica i de l'oceà Àrtic.